# Volsker

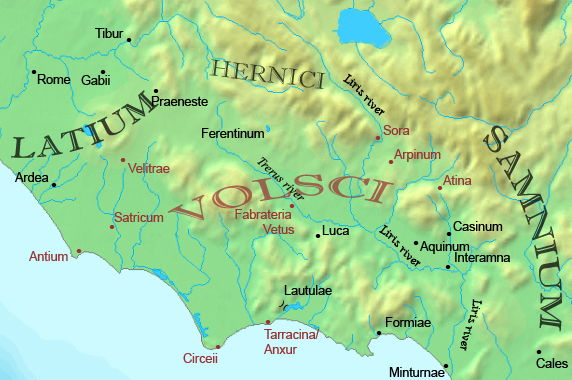
Volskiska platser.

Volskerna, lat. Volsci, var ett forntida italiskt folk som på olika sätt interagerade med romarna under den romerska republikens första århundrade. Då bebodde de det dels kuperade, dels träskbemängda distriktet – Pontinska träsken – i södra Latium. Deras marker, vilka idag motsvarar södra Lazio och norra Kampanien, gränsade till aurunkerna och samniterna i söder, samt till hernikerna i öster. Området sträckte sig från omkring Norba och Cora i norr till Antium i söder.
Volskerna talade volskiska, ett sabelliskt italiskt språk som var närbesläktat med oskiska och umbriska, men även på längre håll med latin.
De var bland Roms farligaste fiender och ofta allierade med aequerna, medan hernikerna från och med 486 f.Kr. och framåt var allierade med Rom. Volkserna låg återkommande i krig mot Rom under perioden 502–329 f.Kr, varefter de helt romaniserades.
På volskernas område låg den lilla staden Velitrae (nuvarande Velletri), där kejsar Augustus föddes. Från denna stad kommer en inskription, troligen från 200-talet f.Kr. som finns inristad på en liten bronsplatta och numera bevaras på Neapels museum. Bronsplattan måste ha suttit på något votivföremål till guden Declunus (eller gudinnan Declunas) ära.
Vergilius påhittade krigarmö Camilla i Aeneiden var volsker. Den romerske krigaren Coriolanus fick också sitt namn efter att ha erövrat den volskiska staden Corioli 493 f.Kr. Hans uppgång och fall behandlas i William Shakespeares Coriolanus.
Den romerske talaren och skrivaren Cicero, författare till den politiska klassikern Om republiken, var också av volskisk härkomst.